# Yahya Kemal Beyatlı
Œuvres principales
Yahya Kemal Beyatlı, né à Skopje, le  2 décembre 1884 et mort à Istanbul, Turquie, le 1er novembre 1958, est un poète et écrivain turc, surtout connu avec son poème Ok. 

## Biographie
Son vrai nom est Ahmet Agâh. Il est né le 2 décembre 1884 à Skopje. Son père Ibrahim Naci était le maire de Skopje. Il a passé son enfance dans une ferme en Rakofça. Il a commencé l'école primaire à Skopje. Ensuite il est allé au lycée de Vefa. Il s'est enfui à Paris pour rejoindre les Jeunes-Turcs en 1903. Dans ces années, il s'est intéressé à la littérature française.  
Il est retourné à Istanbul en 1912. Il a enseigné la littérature et l'histoire en Darussafaka. Il avait bien appris l'arabe et le français. Il a travaillé sur la littérature  de Divan. Ses écrits ont paru dans les journaux et les magazines mais de son vivant il n'a pas publié ses poèmes dans un livre. Les noms des magazines s’appelaient Âti, İleri, Tevhid-i Efkâr, Hakimiyet-i Milliye. Il a édité un magazine avec ses amis. Ce magazine s'appelait Dergah. Il a rejoint la délégation turque pour la Conférence de Lausanne. En 1923, il a été élu député d’Urfa. Plus tard, il a représenté les différentes provinces. Il est parti à Paris pour cause de maladie. Il est décédé de cette maladie un an après dans l'hôpital Cerrahpasa le 1er novembre 1958.

## Vie Professionnelle
Yahya Kemal avait utilisé le surnom Esrar. Il a rencontré les poètes Cenap Sehabettin et Tevfik Fikret à İstanbul. Il a soutenu le mouvement de Servet-i Funun. Il est l'artiste par excellence de la période de la littérature nationale. Le sujet principal de ses poèmes est Istanbul. Le poète adorait Istanbul. Les beautés naturelles et historiques d'Istanbul ont une place importante dans ses œuvres. Il a utilisé une langue énigmatique conformément à d'autres poètes de l’époque. Ahmet Hasim, Mehmet Akif Ersoy, Yahya Kemal, Tevfik fikret formaient un groupe qui se s'appelait Dört Aruzcular en turc. Yahya Kemal a utilisé la mesure d'aruz dans ses poèmes. Seul un de ses poèmes y fait exception. Il a écrit ce poème en utilisant la mesure syllabique. Le style de ce poème est satirique. À cette époque-là, ce poème avait fait écho. Il a utilisé le rythme et l'harmonie dans ses poèmes. Ses poèmes ont été composés par les compositeurs. Par exemple, Endülüs’te Raks, Sessiz Gemi. Ses poèmes ont été recueillis dans un livre après sa mort. Yahya Kemal a attaché de l'importance à la musique dans ses poèmes.

## Œuvres

### Poésie
- Kendi Gökkubbemiz (1961),
- Eski Şiirin Rüzgârıyle (1962),
- Rubâîler-Hayyam'ın Rubâîlerini Türkçe Söyleyiş (1963),
- Bitmemiş Şiirler (1976),

### Prose
- Aziz İstanbul (1964),
- Eğil Dağlar (1966- Millî Mücadele yazıları),
- Siyasî Hikâyeler (1968),
- Siyasî ve Edebî Portreler (1968),
- Edebiyata Dair (1971),
- Çocukluğum,
- Gençliğim,
- Siyasî ve Edebî Hatıralarım (1973),
- Tarih Musahabeleri (1975),
- Mektuplar ve Makaleler (1977).